# ビクトル・サンチェス・デル・アモ
ビクトル・サンチェス（Víctor Sánchez del Amo、1976年2月23日 - ）は、スペイン・マドリード出身の元サッカー選手、現サッカー指導者。ポジションはMF。

## 経歴

### スペイン時代
レアル・マドリードの下部組織出身。レアル・マドリードBで1994-95シーズンは11試合、1995-96シーズンは25試合に出場した。そして1996年5月25日、シーズン最終戦のレアル・サラゴサ戦でトップチームデビューした。1996-97シーズンは1試合のみBチームの試合に出場したが、トップチームで36試合に出場して5得点した。このシーズンはリーガ・エスパニョーラとスーペルコパ・デ・エスパーニャの2冠に輝いた。1997-98シーズンは出場機会こそ減少したが、32シーズンぶりのUEFAチャンピオンズリーグ優勝に貢献した。レアル・マドリードでは65試合に出場した。
1998-99シーズンにラシン・サンタンデールに移籍し、35試合に出場して12得点を記録した。1999年、ハビエル・イルレタ監督のいたデポルティーボ・ラ・コルーニャに移籍し、2006年まで在籍した。初年度の1999-2000シーズンはリーグタイトルとスーペルコパを獲得した。2001-02シーズンは決勝でレアル・マドリードを破ってコパ・デル・レイのタイトルを獲得し、さらにスーペルコパでも優勝した。デポルティーボでは7シーズンで210試合に出場した。

### ギリシャ移籍
2006年8月7日、ギリシャのパナシナイコスに2年契約で移籍した。パナシナイコスは一週間前にプレーメーカーのエセキエル・ゴンサレスを膝の怪我で欠いたばかりであった。すぐ前にブラジル人MFのリカルド・ボヴィオをマラガCFから獲得しており、この移籍期間2人目のスペインからの獲得であった。2006-07シーズンのUEFAカップではグループリーグ3試合（うち先発1試合）に出場し、ムラダー・ボレスラフ戦では華麗なスルーパスでディミトリオス・サルピンギディスの得点をアシストした。この試合はパナシナイコスのUEFAカップ通算50試合目だった。

### スペイン復帰後
2007年にはセグンダ・ディビシオン（2部）のエルチェCFに移籍した。2007-08シーズンを最後に現役引退した。

### 現役引退後
ヘタフェ、セビージャ、オリンピアコスのアシスタントコーチとして経験を積み、2015年4月10日、古巣デポルティーボ・ラ・コルーニャの監督に就任した。契約期間は2016年6月まで。2016年1月、前半戦を9位で折り返す好成績が認められ、2017年6月まで契約延長に合意 するもシーズン終盤に失速、最終的に15位でシーズンを終え、5月30日、クラブから契約解除に合意したことが発表された。
2023年6月6日、2部のFCカルタヘナの監督に就任したが、開幕から成績が振るわず、リーグ戦最下位に沈んでいた9月23日に解任された。

## 所属クラブ
- レアル・マドリードC 1994-1995
- レアル・マドリードB 1995-1996
- レアル・マドリード 1996-1998
- ラシン・サンタンデール 1998-1999
- デポルティーボ・ラ・コルーニャ 1999-2006
- パナシナイコスFC 2006-2007
- エルチェCF 2007-2008

## 監督成績
2019年6月15日現在
| デポルティーボ・ラ・コルーニャ | 2015年4月10日  | 2016年5月30日 | 50  | 10 | 25 | 15 | 020.00 |
| オリンピアコス                 | 2016年6月23日  | 2016年8月9日  | 2   | 0  | 1  | 1  | 000.00 |
| ベティス                       | 2016年11月12日 | 2017年5月9日  | 27  | 8  | 5  | 14 | 029.63 |
| マラガ                         | 2019年4月15日  | 2020年1月11日 | 33  | 10 | 12 | 11 | 030.30 |
| カルタヘナ                     | 2023年6月6日   | 2023年9月23日 | 7   | 1  | 0  | 6  | 014.29 |
| 合計                           | 合計           | 合計          | 119 | 29 | 43 | 47 | 024.37 |

## タイトル

### 選手時代
レアル・マドリード
- リーガ・エスパニョーラ：1回（1996-97）
- スーペルコパ・デ・エスパーニャ：1回（1997）
- UEFAチャンピオンズリーグ：1回（1997-98）

デポルティーボ・ラ・コルーニャ
- リーガ・エスパニョーラ：1回（1999-2000）
- コパ・デル・レイ：1回（2001-02）
- スーペルコパ・デ・エスパーニャ：2回（2000、2002）

U-21スペイン代表
- UEFA U-21欧州選手権：1回（1998）